# Poriyal
 (octobre 2015).
Si vous disposez d'ouvrages ou d'articles de référence ou si vous connaissez des sites web de qualité traitant du thème abordé ici, merci de compléter l'article en donnant les références utiles à sa vérifiabilité et en les liant à la section « Notes et références ».
 (décembre 2022).

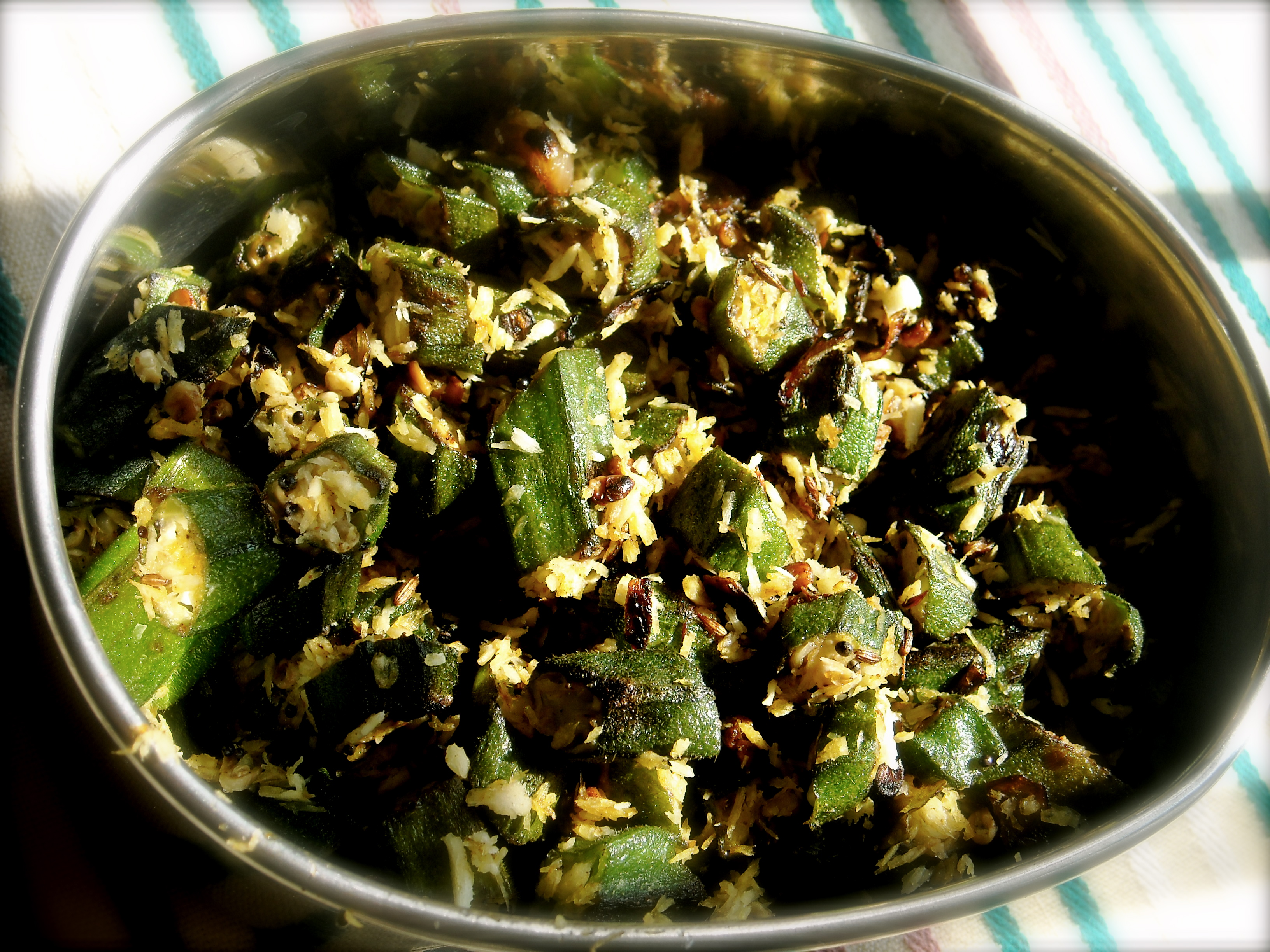
Vendakai poriyal (poriyal d'okra).

Le poriyal (tamil : பொரியல்) est un mets d'Inde du Sud très populaire chez les Tamouls. Le nom provient d'un mot tamoul désignant les légumes frits ou sautés. Ce sont souvent des légumes sautés. Il est connu comme palaya au Karnataka. Les Télougous l'appellent porattu.

## Préparation
La préparation de ce plat consiste à faire sauter des oignons en dés ou en julienne et à les accompagner de légumes, d'épices ou bien de lentilles. 
Dans certaines régions du sud de l'Inde, de la noix de coco râpée est ajoutée à la préparation,.
Le poriyal est souvent mangé avec du riz, du sambar, du rasam et du yaourt.

## Galerie

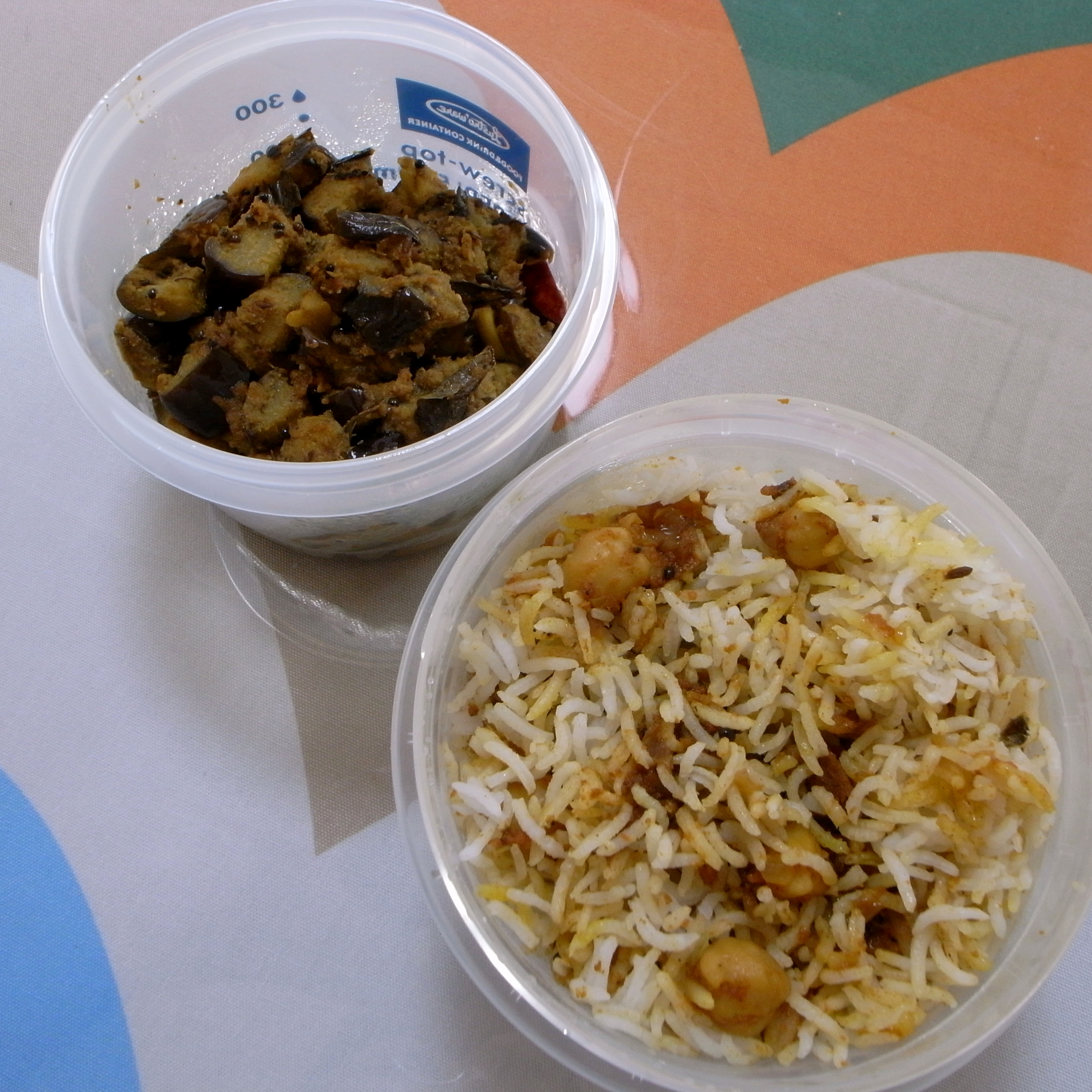
Chana biryani et poriyal d'aubergines.
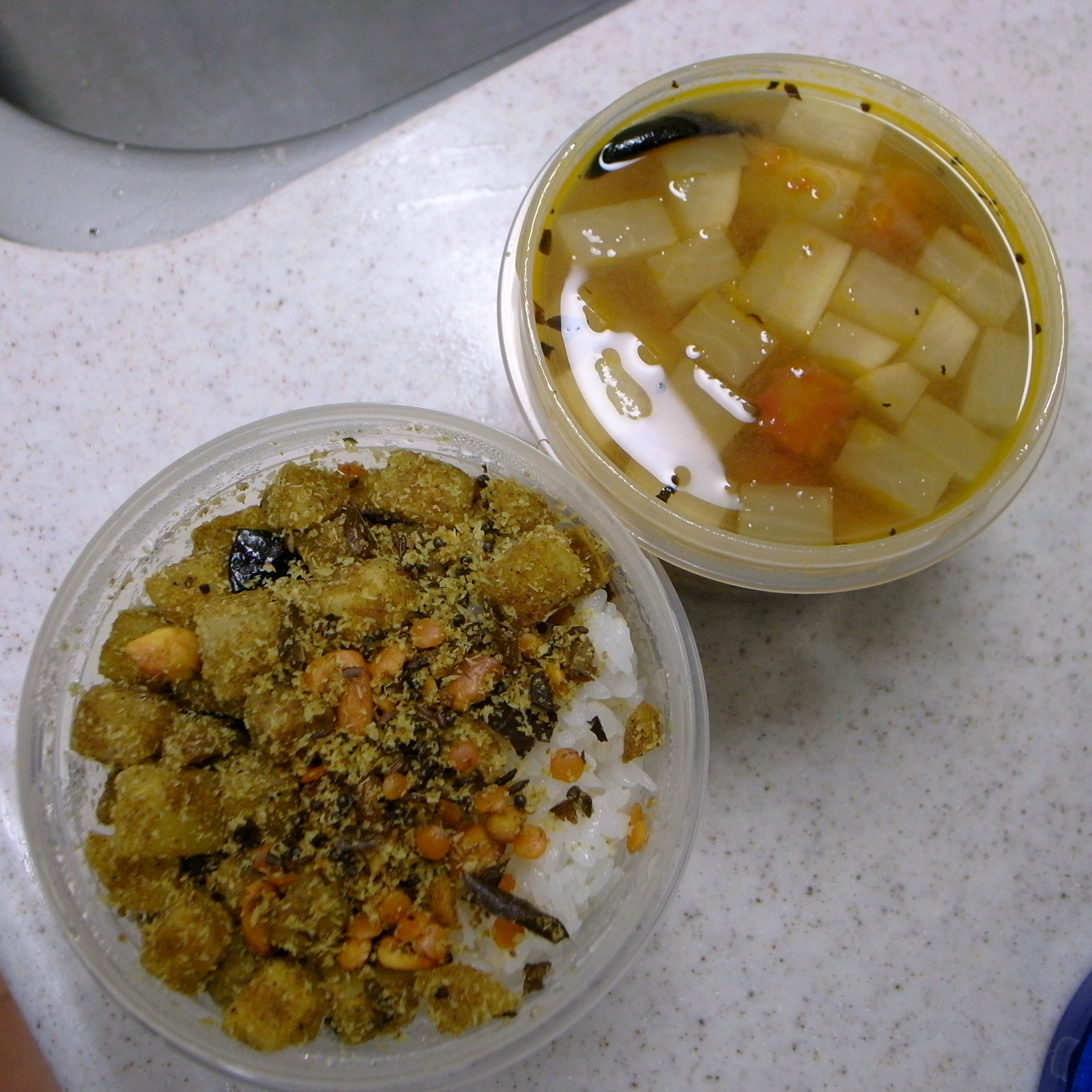
Radidh rasam et poriyal de pommes de terre.
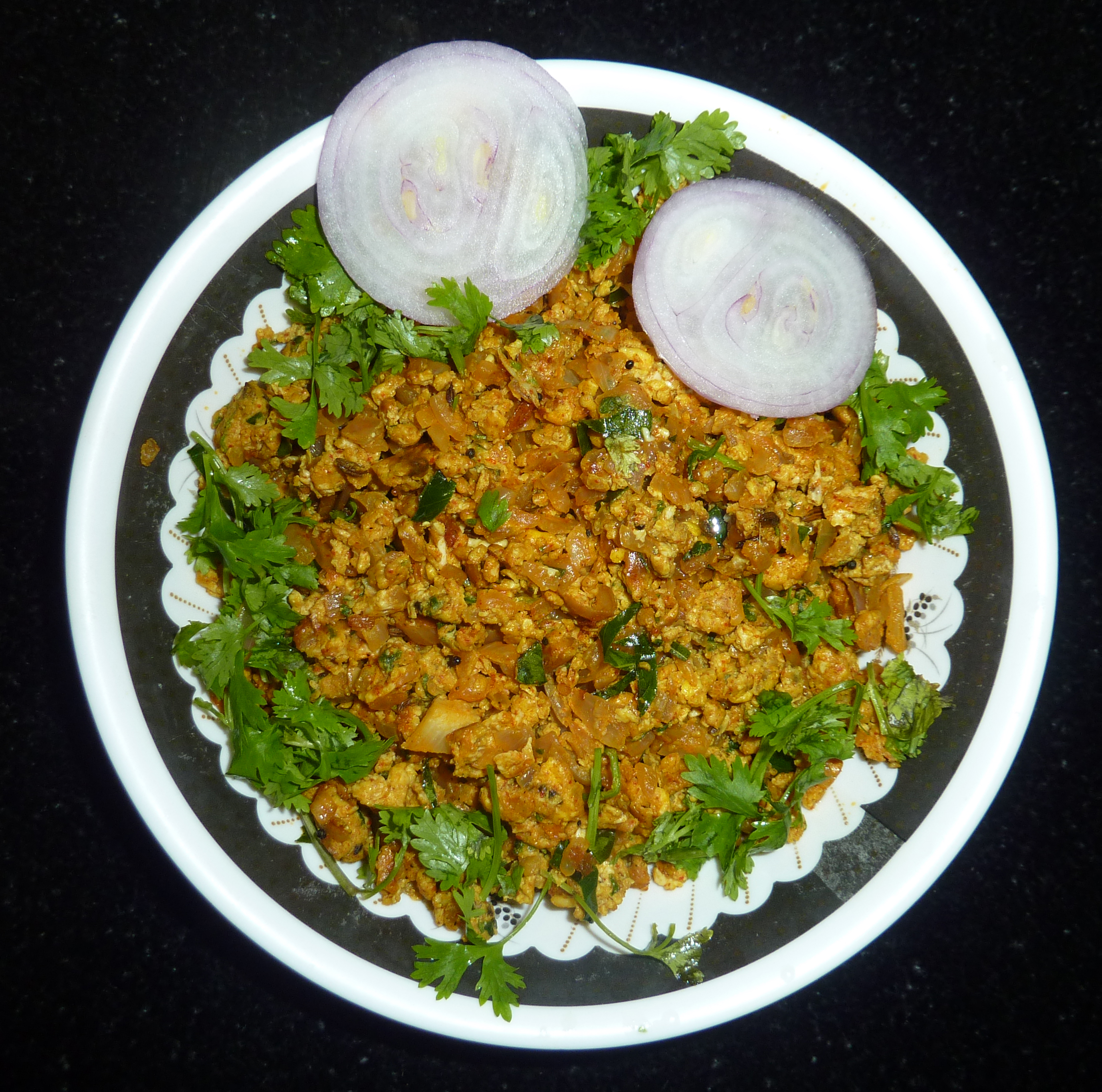
Poriyal d'œufs.
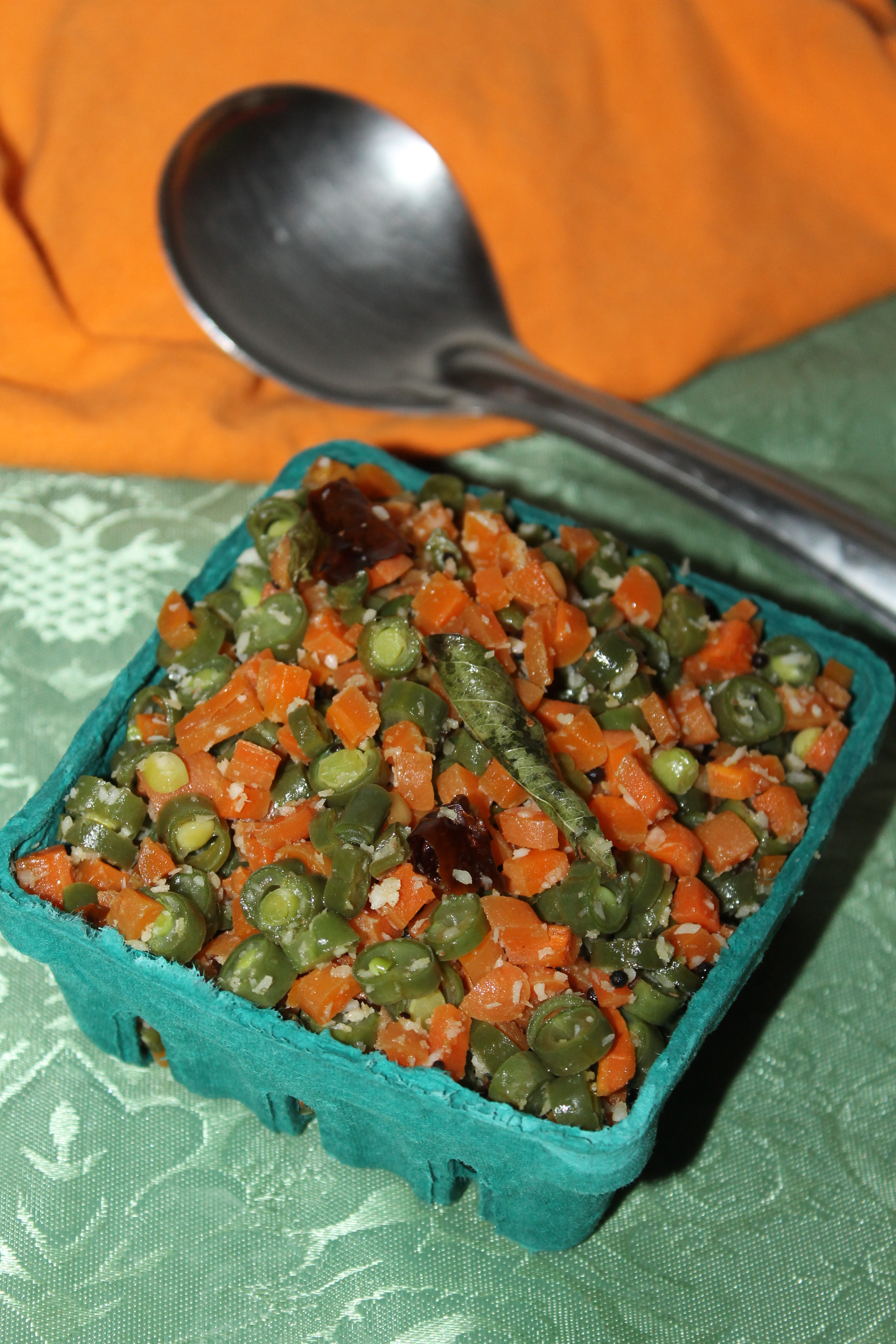
Poriyal de carottes et de haricots.